# Sitio de Breda (1625)
El asedio de Breda tuvo lugar en 1625, durante el transcurso de la guerra de los Treinta Años y de la guerra de los Ochenta Años en Flandes, que enfrentaba a los tercios españoles del Ejército de Flandes con las fuerzas de las Provincias Unidas de los Países Bajos; la ciudad fortaleza de Breda, bajo el gobierno de Justino de Nassau, fue sitiada y finalmente conquistada por los ejércitos españoles bajo el mando de Ambrosio Spínola en 1625.
La rendición de Breda fue una de las victorias más famosas de Spinola y de España, sirviendo como fuente de inspiración a varias obras artísticas.

## Antecedentes
Breda fue una de las ciudades más fuertes en la defensa de la República entre los estados de Holanda y el Brabante Real. La ciudad estaba estratégicamente ubicada junto a un río navegable, el Mark, y cerca de varias carreteras.
Enrique III de Nassau , señor de Breda de 1509 a 1538, recibió el encargo de Carlos V de viajar por Europa. En Italia, entró en contacto con las defensas modernas. Así, en 1531, inspiró la construcción de las murallas de Breda, de estilo medieval tardío. Estas fueron posteriormente sustituidas por fortificaciones modernas.  En 1587 y 1622, las defensas se ampliaron y modernizaron.
La fortaleza de Breda consistía en una vía de tierra de gran altura con 15 bastiones y un foso. El canal, de 55 a 117 metros de ancho (180 a 384 pies),  tenía 1,5 metros de profundidad y se abastecía de agua desde Mark.  El acceso a la ciudad se hacía posible gracias a cuatro puertas de ladrillo. Se colocaron revellines en forma de media luna en las zanjas. Se colocaron hornabeques en las puertas y en el monasterio . Se construyeron muros de estacas para dificultar el asalto de jinetes e infantería y, al mismo tiempo, evitar la deserción.  Las fortificaciones se encontraban en excelentes condiciones y constituían un ejemplo de fortificación de vanguardia.
Hubo varios motivos para el asedio de Breda por Spinola. Dado que los holandeses utilizaban la ciudad regularmente como base para atacar el Brabante español, las zonas de Brabante bajo dominio real estarían mejor protegidas si la ciudad fuera conquistada. Además, las ciudades vecinas ocupadas por los Estados, como Bergen op Zoom, serían más fáciles de conquistar con una posición en Breda. En 1590, Breda fue conquistada por los españoles mediante la estratagema del barco de turba. Dado que los Estados de Holanda y Frisia Occidental sabían que el ejército español podría intentar conquistar Breda, dejaron en la ciudad suficientes víveres, provisiones y armas para un asedio de ocho meses. El ayuntamiento se negó a almacenar más víveres de los necesarios para un asedio de nueve meses. Nadie sabía qué tácticas aplicaría el ejército español. Por lo tanto, también se consideró la posibilidad de un asalto directo . Para evitarlo, se estacionó un ejército estatal cerca de Breda con el objetivo de frustrar cualquier asalto directo a la ciudad.

## La batalla

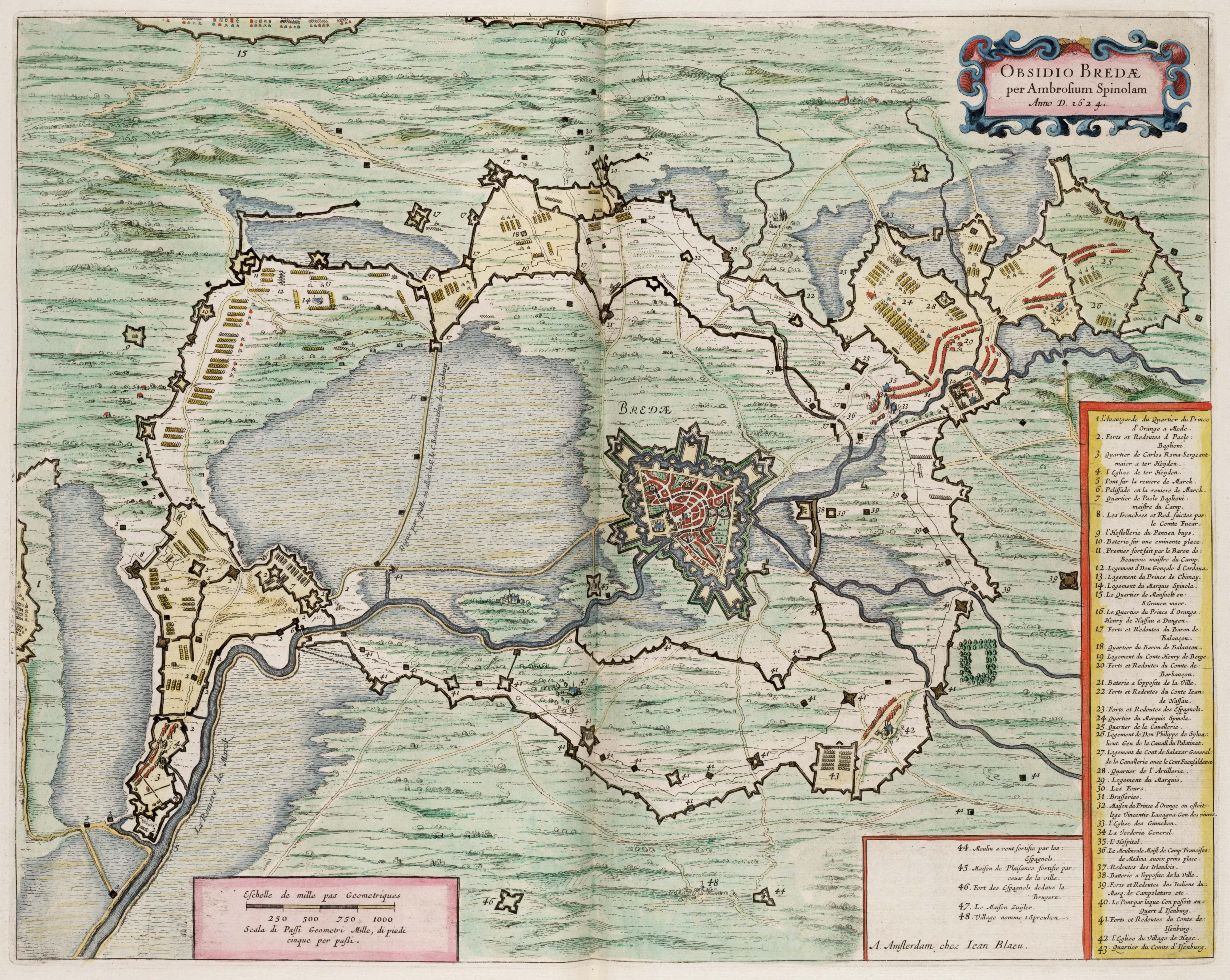
Mapa del asedio de Breda por Joan Blaeu.

Bajo las órdenes de Spinola, los españoles asediaron Breda en agosto de 1624. La ciudad estaba fuertemente fortificada y defendida por una guarnición de 14 000 soldados. Spinola lanzó un ataque contra el ejército holandés al mando de Mauricio de Nassau con el objetivo de cortar sus suministros y vencer la resistencia, para lo que mandó construir trincheras, barricadas, fortificaciones y túneles subterráneos, pero los defensores contrarrestaron esta maniobra construyendo túneles de intercepción que inutilizaron la mayoría de ellos. Los defensores resistieron durante casi 11 meses con las reservas que quedaban. En febrero de 1625, una fuerza de 6000 ingleses bajo el mando de Ernesto de Mansfeld y 2000 daneses a las órdenes de Steslaje Vantc, que murió en combate, no consiguió aliviar a la ciudad debido a la acción de una fuerza de 300 infantes ligeros, 158 piqueros y 65 ballesteros españoles provenientes de Bolduque que llegaron como refuerzo y que resistieron a los daneses en un montículo próximo al camino. Fuerzas inglesas que acudieron en auxilio de los sitiados tampoco lograron romper el asedio español a la ciudad.
Justin de Nassau se rindió en Breda en junio de 1625 después de un costoso asedio que dejó miles de muertos y mutilados en ambos bandos. Entre ellos, después de enfermar, se encontraba su hermano Mauricio de Nassau, que murió por enfermedad contraída en la campaña.

## Consecuencias

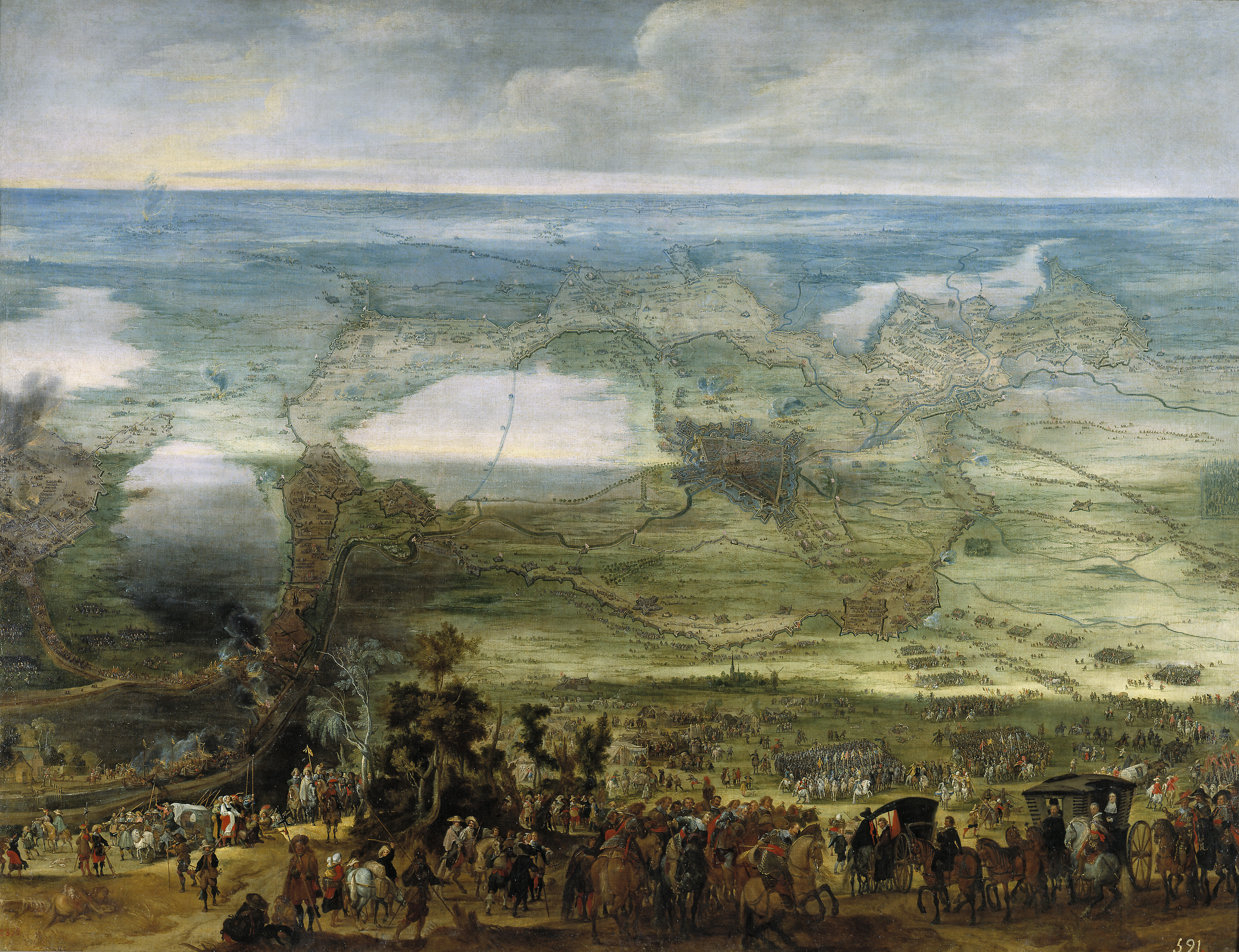
El sitio de Breda por Pieter Snayers.

El asedio de Breda fue la victoria más importante de Spinola y una de las últimas de España en la Guerra de los Ochenta Años. Fue parte de un plan para aislar la república de su hinterland. Sin embargo, en 1629 después de la captura de Piet Hein de la flota de Indias, el estatúder Federico Enrique de Orange pudo conquistar la ciudad fortaleza de Bolduque, rompiendo el bloqueo por tierra. Los esfuerzos de España en los Países Bajos disminuyeron a partir de entonces por la falta de fondos de los ejércitos españoles, de su antigua energía y de luchas internas que entorpecieron la libertad de movimiento de Spinola. No obstante, el asedio de 1625 captó la atención de los príncipes de Europa y, durante un tiempo más largo, los ejércitos españoles intentaron recuperar la formidable reputación que habían conseguido bajo Carlos V. La batalla de Rocroi disipó esta ilusión en 1643.
Este asedio es más conocido por el tema del lienzo de Diego Velázquez de 1635, La rendición de Breda.
La ciudad permanecería bajo dominio español hasta 1637, cuando el estatúder Federico Enrique de Orange-Nassau la recuperaría para las Provincias Unidas tras el asedio de Breda de 1637.

## Arte y literatura
El asedio de Breda de 1625 sirvió como fuente de inspiración para varias obras literarias y pictóricas;
- El sitio de Bredá, comedia de Calderón de la Barca.También en pdf (enlace roto disponible en Internet Archive; véase el historial, la primera versión y la última).
- El sol de Breda (enlace roto disponible en Internet Archive; véase el historial, la primera versión y la última)., de Arturo Pérez-Reverte, novela de historia-ficción ambientada en el asedio de Breda de 1625.
- La rendición de Breda o Las lanzas, cuadro de Diego Velázquez, es la obra más famosa de las dedicadas a este asedio.
- Pieter Snayers, pintor flamenco, plasmaría el sitio en tres cuadros: Toma de Breda, Isabel Clara Eugenia en el sitio de Breda, Vista caballera del sitio de Breda, conservados en el Museo del Prado de Madrid.
- El sitio de Breda, colección de seis grabados de Jacques Callot.
- Simon A. Vosters publicaría en 1973 La rendición de Bredá en la literatura y el arte de España, una recopilación de las muestras artísticas basadas en el sitio de Breda.